# Sandro Giovannini
Sandro Giovannini (Roma, 10 luglio 1915 – Roma, 26 aprile 1977) è stato un commediografo italiano.

## Biografia

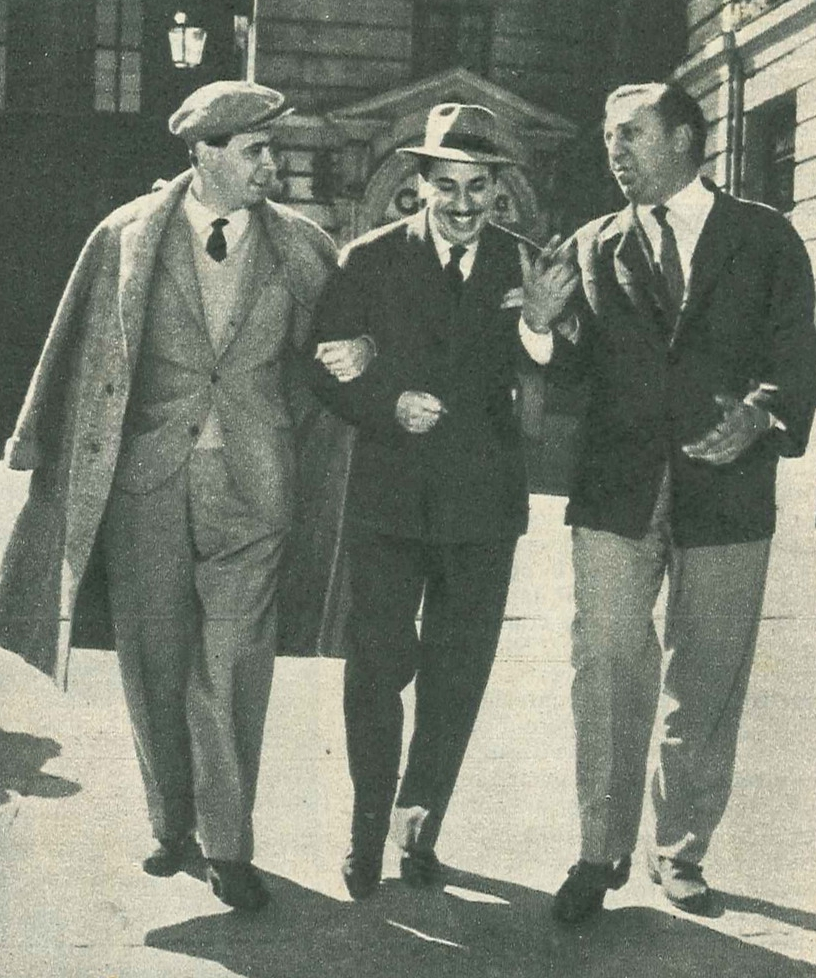
Gorni Kramer tra Garinei e Giovannini nel 1958

Giornalista, divenne famoso per il lungo sodalizio artistico con Pietro Garinei, col quale formò il duo Garinei e Giovannini e con cui scrisse numerose commedie musicali di successo.
Insieme fondarono nel 1944 il giornale umoristico Cantachiaro e da quel giorno si formò un lungo sodalizio artistico noto come Garinei e Giovannini. In diciotto mesi, in tempo di guerra, scrissero sei riviste.
Importante la collaborazione con la radiofonia Rai, dal 1949 al 1951 con la rivista La Bisarca, successivamente portata in teatro e al cinema.
Esordì a teatro nel 1949. Nel 1952 introdusse il genere della commedia musicale in Italia con spettacoli di rivista come Attanasio cavallo vanesio, con Renato Rascel nelle vesti di attore, cantante e ballerino, e producendo la prima grande soubrette della scena italiana, Wanda Osiris.
Sempre con Garinei collezionò numerosi successi, tra cui Un paio d'ali, sempre con Renato Rascel, Un trapezio per Lisistrata, Buonanotte Bettina, Il giorno della tartaruga, Ciao Rudy, Rugantino, Rinaldo in campo, Alleluia brava gente, Aggiungi un posto a tavola con, fra gli altri, Gino Bramieri, Delia Scala, Sandra Mondaini, Walter Chiari, Paolo Panelli, Bice Valori, Domenico Modugno, Massimo Ranieri, Raffaella Carrà, Johnny Dorelli.
Tra gli attori di teatro classico e di cinema, lavorarono con loro Marcello Mastroianni, Giovanna Ralli, Paola Borboni, Giuliana Lojodice, Olga Villi, Alberto Lionello, Giulio Scarpati, Angela Luce, Massimo Ghini e Nancy Brilli.
Garinei e Giovannini scrissero i versi di alcune canzoni di successo come Arrivederci Roma e Domenica è sempre domenica.
La coppia Garinei e Giovannini produsse ben quarantanove copioni come autori ed allestì ottantacinque tournée inscenate in oltre venti nazioni.
Non trascurabile anche la loro attività televisiva, ben rappresentata dalla fortunatissima trasmissione Il Musichiere, presentata da Mario Riva.
Giovannini morì nel 1977 durante un ricovero nella clinica Moscati; i funerali si sono celebrati nella basilica di San Lorenzo fuori le mura e le sue spoglie riposano accanto alla moglie nel cimitero monumentale del Verano a Roma.

## Filmografia

### Sceneggiatura e soggetto
- Partenza ore 7, regia di Mario Mattoli (1946)
- Come te movi, te fulmino!, regia di Mario Mattoli (1958)
- Un mandarino per Teo, regia di Mario Mattoli (1960)
- Rugantino, regia di Pietro Garinei e Sandro Giovannini (1962)

### Sceneggiatura
- Botta e risposta, regia di Mario Soldati (1950)